# Sweet Georgia Brown
Sweet Georgia Brown («Милая Джорджия Браун») — джазовый стандарт Масео Пинкарда на слова Кеннета Кейси, впервые записанный в 1925 году Беном Берни и его оркестром. В дальнейшем было записано множество его версий, и по данным 2000 года он является 13-м в мире музыкальным стандартом по числу записанных версий.

## Содержание и музыка
Хотя содержание песни изменялось в зависимости от исполнителей, оригинальная версия, изданная в виде нотной брошюры, содержит текст, рассказывающий историю чёрной проститутки, «неловкой, но такой аккуратненькой» (англ. two left feet but oh so neat), что все цветные парни вздыхают по ней с того момента, как она появилась в городе.
В оригинале номер был написан для голоса в сопровождении фортепиано, но вскоре появилась аранжировка для популярного в те годы укулеле.

## История
Джазовый номер Sweet Georgia Brown был записан в 1925 году Беном Берни и его оркестром на лейбле Vocalion. С этого момента Берни указывается в качестве соавтора музыки, хотя сама песня написана Масео Пинкардом на слова Кеннета Кейси.
По данным, опубликованным к 75-летию песни, Sweet Georgia Brown была 13-м по числу записанных версий музыкальным стандартом в мире. По числу сделанных записей она опережает Jingle Bells, Ol' Man River и «Боевой гимн Республики». Среди исполнителей песни — Этель Уотерс, Элла Фицджеральд, Бенни Гудмен, Бинг Кросби и The Beatles.
Начиная с 1930 года Sweet Georgia Brown в различных аранжировках регулярно звучит в кинофильмах, а позже и на телевидении. Среди десятков фильмов, где она звучала, «Не ставь на блондинок» (1935), «Судьба солдата в Америке» (1939), «Милдред Пирс» (1945) и другие. Версия песни, записанная Бразером Бонсом, с 1992 года является официальным товарным знаком баскетбольной шоу-команды «Гарлем Глобтроттерс», что способствовало поддержанию её популярности.